# Samuel J. Nicholls

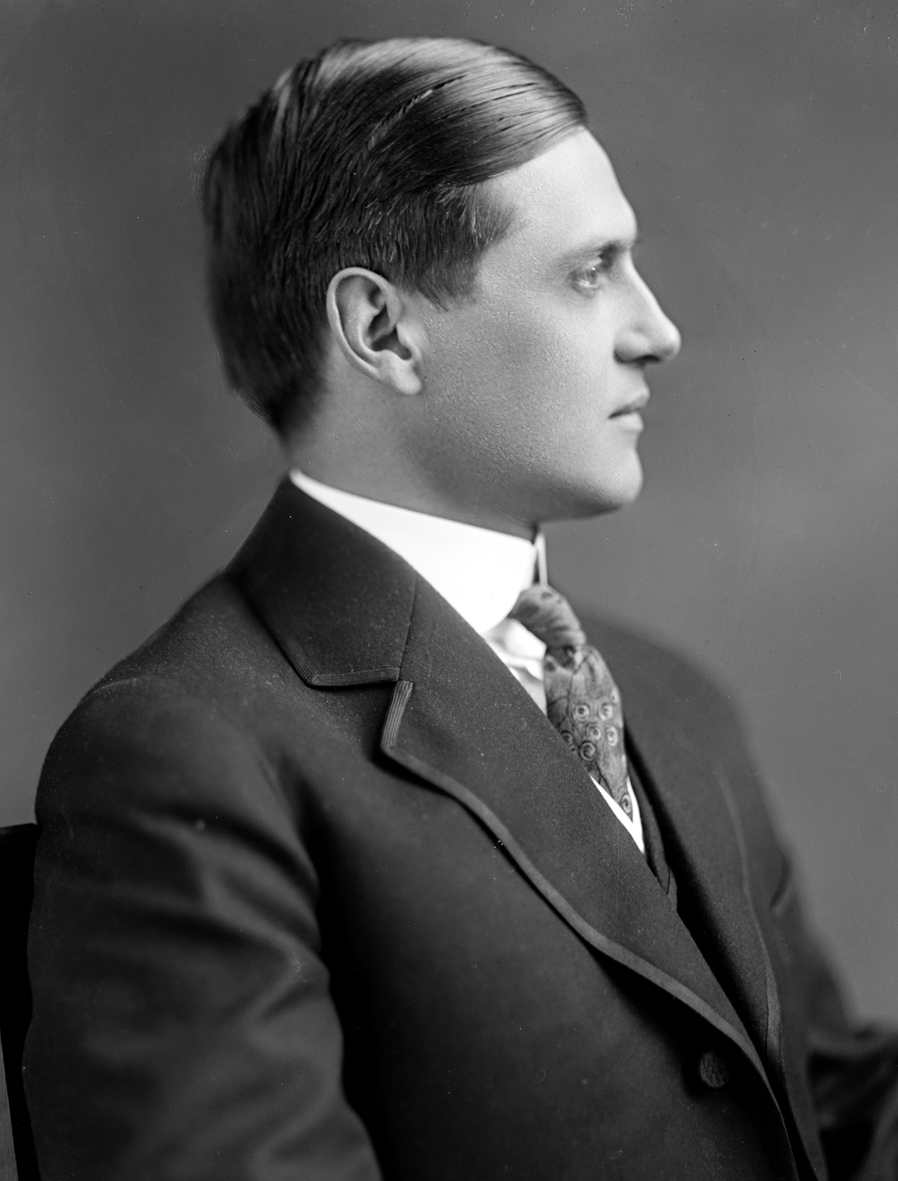
Samuel J. Nicholls

Samuel Jones Nicholls (* 7. Mai 1885 in Spartanburg, South Carolina; † 23. November 1937 ebenda) war ein US-amerikanischer Politiker. Zwischen 1915 und 1921 vertrat er den Bundesstaat South Carolina im US-Repräsentantenhaus.

## Werdegang
Samuel Nicholls besuchte das Bingham Military Institute in Asheville (North Carolina) und dann das Wofford College in Spartanburg. Außerdem studierte er am Virginia Polytechnic Institute in Blacksburg. Nach einem anschließenden Jurastudium an der University of Chicago und seiner im Jahr 1906 erfolgten Zulassung als Rechtsanwalt begann er in Spartanburg in seinem neuen Beruf zu arbeiten.
Nicholls wurde Anwalt der Stadt Spartanburg und ab 1907 Bezirksstaatsanwalt im Spartanburg County. Politisch wurde er Mitglied der Demokratischen Partei. In den Jahren 1907 und 1908 saß er als Abgeordneter im Repräsentantenhaus von South Carolina. Damals wurde er auch vorübergehend zum Richter am Obersten Gerichtshof des Staates ernannt. Nicholls war auch Hauptmann der Nationalgarde von South Carolina.
Nach dem Rücktritt des Kongressabgeordneten Joseph T. Johnson wurde Nicholls bei der Nachwahl im vierten Wahlbezirk von South Carolina als dessen Nachfolger in das US-Repräsentantenhaus in Washington, D.C. gewählt. Dort trat er am 14. September 1915 sein neues Mandat an. Nachdem er bei den regulären Kongresswahlen der Jahre 1916 und 1918 jeweils bestätigt wurde, konnte er bis zum 3. März 1921 im Kongress verbleiben. In diese Zeit fiel der Erste Weltkrieg. Damals wurden auch der 18. und der 19. Verfassungszusatz im Kongress beschlossen und verabschiedet. Dabei ging es um das Verbot des Handels mit alkoholischen Getränken und die bundesweite Einführung des Frauenwahlrechts. Im Jahr 1916 geriet Nicholls in die Schlagzeilen, als er sich mit dem Abgeordneten Frederick R. Lehlbach aus New Jersey eine Schlägerei lieferte. Dabei ging es um die unterschiedliche Bewertung des Films „Birth of a Nation“. Nicholls war auch Mitglied im Militärausschuss und setzte sich für die Gründung eines jüdischen Staates in Palästina ein.
Im Jahr 1920 lehnte Nicholls eine weitere Kandidatur für den Kongress ab. Für den Rest seines Lebens arbeitete er in einer Gemeinschaftskanzlei in Spartanburg, der auch James F. Byrnes angehörte. Samuel Nicholls starb am 23. November 1937 in Spartanburg.